# Isopaches bicrenatus
Isopaches bicrenatus là một loài rêu trong họ Anastrophyllaceae. Loài này được Schmidel H. Buch mô tả khoa học đầu tiên năm 1932.